# Сасанидская гражданская война (589—591)
Сасанидская гражданская война 589—591 годов — вооружённый конфликт, вспыхнувший в 589 году из-за большого недовольства знати правлением шахиншаха Ормизда IV и продолжавшийся до 591 года, закончившись свержением узурпатора из дома Мехранов Бахрама Чубина и восстановлением династии Сасанидов в качестве правителей Ирана.
Причиной гражданской войны было жестокое обращение короля Хормизда IV с знатью и духовенством, которым он не доверял. Это в конечном итоге заставило Бахрама Чобина начать восстание, в то время как два брата Испахбудхана, Вистахм и Виндой совершили дворцовый переворот, что привело к ослеплению и смерти Хормизда IV. После этого его сын Хосров II был коронован.
Однако это не изменило намерений Бахрама Чобина, желавшего восстановить парфянское правление в Иране. В конце концов Хосров II был вынужден бежать на территорию Византии, где он заключил союз с византийским императором Маврикием против Бахрама Чобина. В 591 году Хосров II и его византийские союзники вторглись в Месопотамию, где им удалось победить Чобина, а Хосров II вернул себе трон. После этого Чобин бежал на территорию тюрок в Трансоксиане, но вскоре после этого был убит или казнен по наущению Хосрова II.

## Предыстория
Когда Хосров I взошёл на сасанидский престол в 531 году, он начал серию реформ, начатых его отцом и предшественником Кавадом I. Эти реформы были в основном нацелены на элиту Сасанидской империи, которая стала слишком могущественной и смогла свергнуть нескольких сасанидских правителей. Хосров весьма преуспел в этих реформах, и после его смерти в 579 г. ему наследовал его сын Хормизд IV, продолжавший политику отца, но в более жесткой форме; чтобы контролировать элиты, он, по словам Шапура Шахбази, «прибегал к жестокости, очернению и казни» Хормизд был крайне враждебен к элитам и не доверял им; поэтому он постоянно был на стороне низов.
Хормизд также отклонил просьбы зороастрийского духовенства о преследовании христиан. Он не любил зороастрийское духовенство и поэтому многих из них убил, в том числе и самого первосвященника (мобеда). Кроме того, Хормизд сократил плату военным на 10 % и убил многих влиятельных и видных представителей элиты, в том числе знаменитого каренидского визиря своего отца Бозоргмехра, и брата последнего Симах-и Бурзина; представитель дома Мехранов Изадгушасп; спахбед («вождь армии») Бахрам-и Мах Адхар и представитель дома Испахбудхана Шапур, отец Вистахма и Виндойя. По словам средневекового персидского историка ат-Табари, Хормизд приказал убить 13 600 дворян и религиозных деятелей.

## Гражданская война

### Мятеж Бахрама Чобина
В 588 году массивная эфталитско-тюркская армия вторглась в сасанидскую провинцию Харев. Бахрам Чобин, военный гений из дома Мехрана, был назначен сахбедом куста Хорасана. После этого он был назначен главой армии из 12 тыс. солдат, с которой предпринял успешную контратаку против тюрок, убив их правителя Бага хана. Через некоторое время Бахрам потерпел поражение от Византийской империи в битве на берегу реки Аракс. Хормизд IV, который завидовал Чобину, использовал это поражение как предлог для лишения полководца его поста и унижения.

### Переворот
Взбешенный действиями шахиншаха Бахрам поднял восстание, благодаря знатному происхождению и наличию больших военных знаний к нему присоединились его солдаты и многие другие. Затем он назначил нового губернатора Хорасана, а затем отправился в Ктесифон. Это был первый случай в истории Сасанидов, когда парфянский династ бросил вызов легитимности правящей сасанидской семьи. Азен Гушнасп был послан для подавления восстания, но был убит в Хамадане одним из своих людей, Задеспрасом. Для уничтожения Бахрама был также выслан другой отряд под командованием Сарамеса Старшего, который был побеждён мятежником и растоптан слонами. Маршрут, выбранный Бахрамом, предположительно проходил через северную окраину Иранского плато, где он отразил финансируемое римлянами нападение иберийцев и других на Адурбадаган и потерпел небольшое поражение от действовавших в Закавказье византийских войск. Затем он двинулся на юг Мидии, где летом обычно проживали сасанидские монархи, включая Хормизда.
Затем Хормизд отправился в Большой Заб, чтобы прервать связь между Ктесифоном и иранскими солдатами на римской границе. Примерно в то же время находились за пределами главного иранского города в северной Месопотамии Нисибиса солдаты восстали против Хормизда и присягнули на верность Бахраму. Влияние и популярность Бахрама продолжали расти; посланные на север против повстанцев в Нисибисе лояльные войска были наводнены повстанческой пропагандой. Солдаты в конечном итоге также восстали и убили своего командира, из-за чего положение Хормизда стало неустойчивым, что заставило его решить переплыть реку Тигр и укрыться в столице арабского царства Лахмидов Хире.
Однако во время пребывания Хормизда в Ктесифоне он был свергнут в результат бескровного дворцового переворота силами его шуринов Вистахма и Виндойя, «которые одинаково ненавидели Хормизда». Вскоре Хормизд был ослеплен раскаленной иглой двумя братьями, которые посадили на трон старшего сына последнего Хосрова II (который был их племянником по материнской линии). Два брата вскоре убили Хормизда, по крайней мере, с неявного одобрения Хосрова II. Тем не менее, Бахрам продолжил свой поход на Ктесифон, теперь уже под предлогом отомстить за Хормизда.

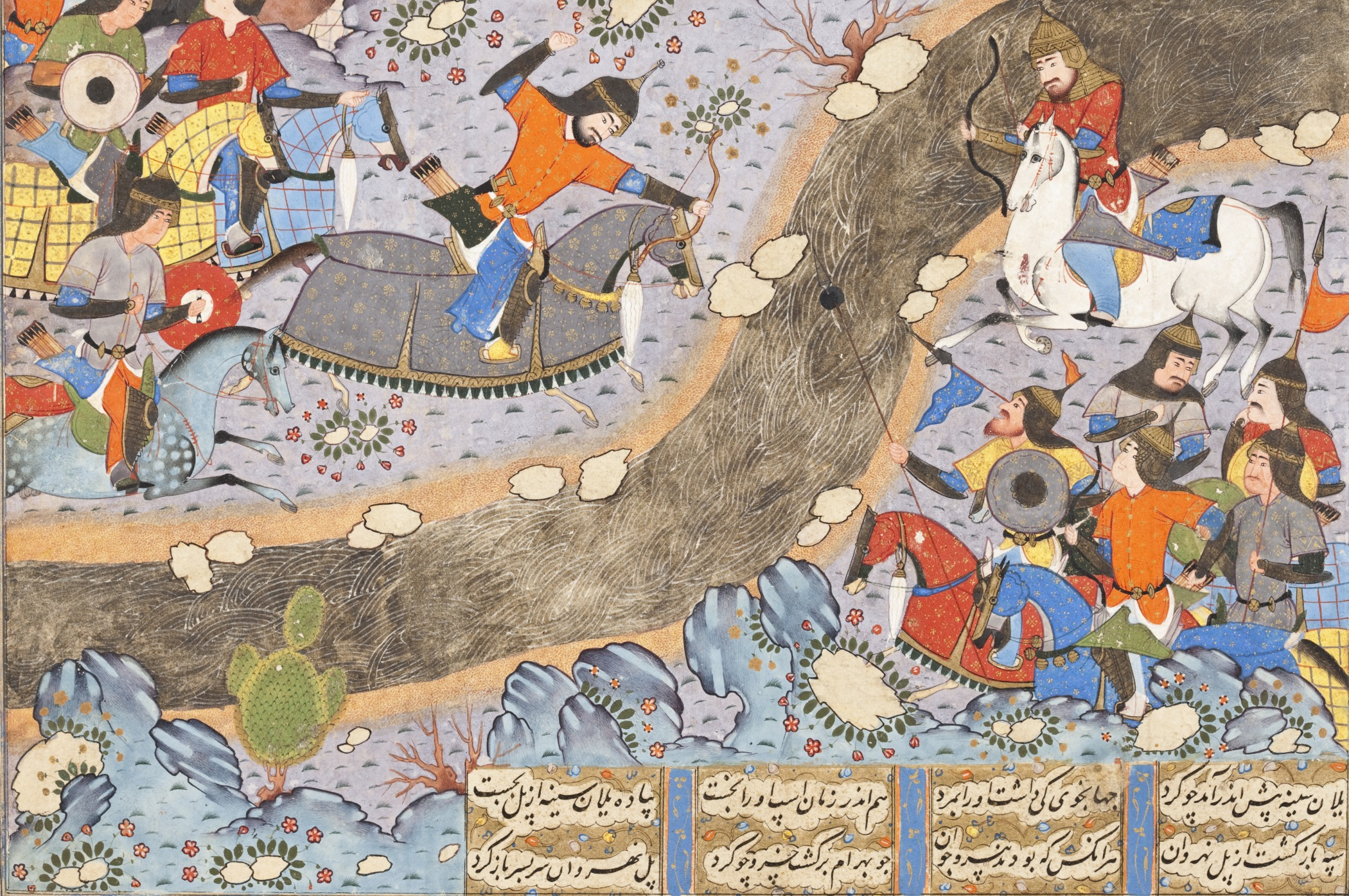
Чобин сражается с лоялистами у Ктесифона.

Затем Хосров занял позицию кнута и пряника и написал Бахраму следующее: «Хосров, цари царей, владыка над правящим, владыка народов, князь мира, спасение людей, среди богов добрый и вечно живой человек, среди людей самый почитаемый бог, в высшей степени прославленный, победитель, единственный который восходит с солнцем и дарует ночи свое зрение, тот, кто прославлен через своих предков, царь, которого ненавидят, благодетель, который нанял сасанидов и спас иранцев их царствованием — Бахраму, полководцу иранцев, нашему другу. … Мы также заняли царский трон законным образом и не нарушили никаких иранских обычаев …. Мы так твердо решили не снимать диадему, что даже ожидали, что будем править другими мирами, если бы это было возможно. …. Если желаешь себе добра, подумай, что делать».
Бахрам, однако, проигнорировал его предупреждение — через несколько дней он достиг Нахраванского канала возле Ктесифона, где сразился с уступавшим в численности войском сторонников Хосрова, которые сдерживали наступление Бахрама в нескольких столкновениях. Однако люди Хосрова в конце концов начали терять боевой дух и в конце концов потерпели поражение. После этого Хосров вместе со своими двумя дядями, женами и свитой из 30 дворян бежал на территорию Византии, а Ктесифон пал перед Бахрамом Чобином.

### Бегство Хосрова в Византию и реставрация

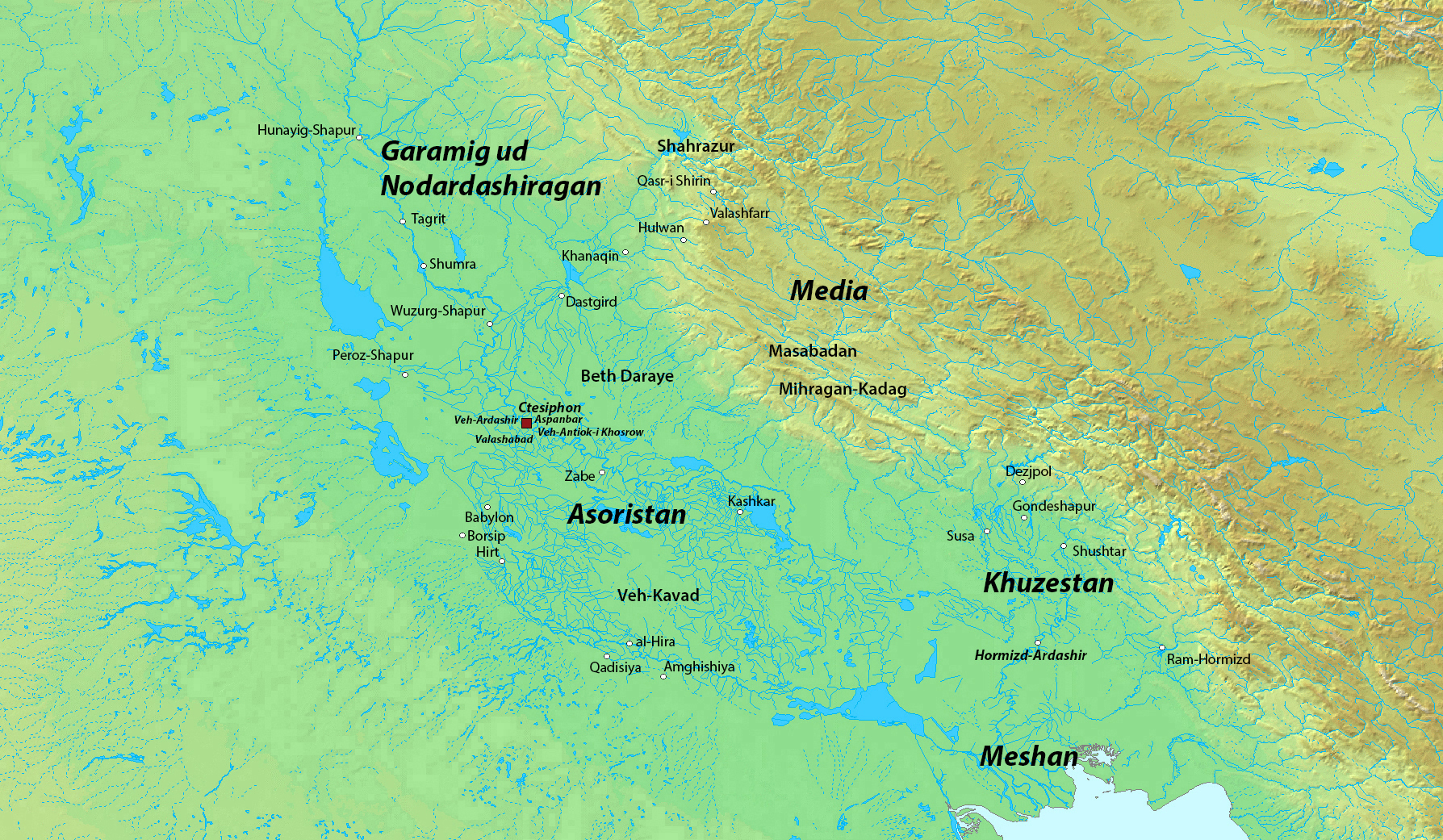
Сасанидская Месопотамия и её окрестности.

Чтобы привлечь внимание византийского императора Маврикия (пр. 582—602), Хосров II отправился в Сирию и отправил безрезультатное сообщение в занятый персами город Мартирополь с требованием не сражаться с римлянами. Затем он отправил сообщение Маврикию и попросил его помочь вернуть сасанидский трон, с чем согласился византийский император; взамен византийцы вновь получат суверенитет над городами Амида, Карры, Дара и Мартирополь. Кроме того, от Ирана требовалось прекратить вмешательство в дела Иберии и Армении, фактически уступив контроль над Лазикой византийцам.
В 591 году Хосров двинулся в Констанцию и готовился вторгнуться на территории Бахрама Чобина в Месопотамии, в то время как Вистам и Виндой собирали армию в Азербайджане под наблюдением также вербовавшего солдат в Армении византийского полководца Иоанна Мистакона. Через некоторое время Хосров вместе с византийским полководцем Коментиолом вторгся в Месопотамию. Во время этого вторжения Нисибис и Мартирополис быстро перешли на их сторону, а командир Бахрама Зацпархам был разбит и убит. Один из других командиров Бахрама, Бризациус, был схвачен в Мосиле, ему отрезали нос и уши, а затем отправили к Хосрову, у которого он и был убит.
Некоторое время спустя Хосров, чувствуя неуважение со стороны Коменциола, убедил Маврикия заменить того на посту командующего южными войсками Нарсесом. Затем Хосров и Нарсес проникли глубже на территорию Бахрама, захватив Дару, а затем в феврале Мардин, где Хосров был повторно провозглашен царём. Вскоре после этого Хосров послал одного из своих персидских сторонников Махбода захватить Ктесифон, что ему удалось осуществить.
Летом 591 года Хосров и византийская армия выступили в Атропатену, где к ним присоединилась армия из 12 000 армян под командованием Муселя II Мамиконяна и 8 000 персов во главе с дядьями Хосрова. В сражении при Бларафоне они разбили Бахрама Чубина, которвй бежал к тюркам. Однако Хосрову удалось разобраться с ним, либо подослав убийцу, либо убедив кочевников самим казнить оппонента.

## Последствия

Граница между Византией и Сасанидским Ираном.

Затем был официально заключен мир с византийцами. Маврикий за свою помощь получил большую часть сасанидской Армении и западной Грузии, а также отменил ранее выплачившуюся дань. Это положило начало длившемуся до 602 года мирному периоду между двумя государствам, который был прекращён убийством Маврикия узурпатором Фокой и провозглашением Хосровым войны.